# 南樊石牌坊及碑亭
南樊石牌坊，是一座清代节孝牌坊，连同一侧的碑楼，均为旌表性建筑，位于山西省运城市绛县南樊镇南樊村西堡村，已列为中华人民共和国全国重点文物保护单位。

## 历史
南樊石牌坊是一座节孝牌坊，连同碑亭，建于清嘉庆九年（1804年），是当时的山东盐运司滨乐分司司运贾宗洛奉圣旨旌表，为其祖母，史村里詹事府主簿、诰封中宪大夫贾凝端的继妻李氏所建。贾宗洛之父、湖北知府贾钟琳早亡，由祖母抚养成人，官至山东同知。

## 建筑
“诰封中宪大夫贾凝端之妻李恭人节孝坊”坐北朝南，青石砌造，仿木结构，为五间六柱七楼三重檐式，重檐庑殿顶，高12米，宽8.5米。牌坊上雕“圣旨”、“旌表”、“彤管扬休”、“季兰誌”石匾，从基座到顶部遍满浮雕的走兽、花卉、人物。
牌坊东南侧附建一座碑亭，约18平方米，坐东向西，内有碑刻15通，主碑题字“圣旨”、“旌表诰封中宪大夫詹事主簿贾凝端继妻李恭人节孝崇祀碑”，其余14通屏风题刻，镶嵌于亭内南、东、北3面，有方形、长方形、团扇、扇面形、双桃形、钟形、佛手形、柿子形、石榴形、玉圭形等各种形状，有添寿、子孙繁盛、品行高洁、和平、事事如意等各种寓意。书体有真、草、隶、篆，并配有线刻图案、花卉，雕工、书法俱佳，保存完整。碑楼次间楹联：“苦节十闻九霄紫綍光珂里，徽音远播十斛明珠列锦屏。”。

## 保护
1996年1月12日，绛县石碑坊公布为第三批山西省文物保护单位，编号3-103。
2013年3月5日，南樊石牌坊及碑亭由中华人民共和国国务院公布为第七批全国重点文物保护单位，编号7-091。2017-2018年，绛县对南樊石牌坊及碑亭进行了维修。 